# 양석원
양석원(梁碩元, 1982년 12월 6일 ~ 2009년 2월 28일)은 2009년 2월 28일 바다에서 조업 중, 경상남도 통영시 욕지도 근해의 남동 쪽 약 35마일 해상에서 물에 빠진 동료선원을 구하기 위해 바다에 뛰어들어 구조를 하다 숨진 의사자(義死者)다.

## 생애
제주특별자치도 제주시 애월읍 수산리 출신으로 2009년 1월 22일 영진전문대학 2급 응급구조사 양성교육과정을 수료해 2급 응급구조사 자격증 취득했다. 남을 돕는 일을 업으로 여기고, 2006년 1월 2일부터 27일까지 전라북도 정읍시 폭설피해 복구 자원봉사, 2006년 7월 23일 강원도 인제군 수해 복구 자원봉사, 2007년 6월 7일 제1회 재해구호 장비설명 및 사용실습 강사, 2007년 8월부터 10월까지 경기도 광주시 작은안나의 집 방문 봉사, 2008년 1월 6일 충청남도 태안 기름유출사고 현장에서 자원봉사했다.

## 사망
2009년 2월 28일 오후 4시 40분경, 동료 선원 8명과 함께 경남 통영시 욕지도 남동쪽 약 35마일 해상에서 그물을 놓는 작업을 하다 동료선원이 그물에 발이 걸려 바다에 떨어지자 정 씨를 구하려고 곧바로 바다로 뛰어들었다가 구조 도중 숨졌다. 응급구조사 일을 시작하기 전 남들이 기피하는 일을 해보고 싶다며 2월 20일 어부로 임시 취업 후 9일만의 일이다.

## 사후
사망 후 유해는 제주도로 이송, 2009년 3월 6일 장례를 치르고, 제주도 제주시 애월읍 유수암리 가족묘지에 안치됐다.
2009년 6월 18일 정부로부터 의사자로 인정되고, 제주특별자치도에서는 이를 계기로 2009년 9월 22일 의사상자 예우 및 지원에 관한 조례안이 의결됐다.

## 약력
- 1982년 12월 6일 제주특별자치도 제주시 애월읍 수산리에서 출생.
- 1995년 2월 제주 물메초등학교 졸업.
- 1998년 2월 제주 귀일중학교 졸업.
- 2001년 2월 제주 상업고등학교(현 중앙고) 졸업.
- 2001년 3월 제주 산업정보대학 입학하였지만 훗날 군 입대 문제 등으로 인하여 중퇴.
- 2004년 1월 대한민국 해군 만기 제대.
- 2009년 1월 영진전문대학 중퇴를 하였지만 응급구조사 2급 자격증 취득.
- 2009년 2월 20일 대양호24톤 사고선박 임시취업
- 2009년 2월 28일 경남 통영 욕지도 근해에서 사망.
- 2009년 6월 18일 의사자 선정

## 상훈
- 1365중앙구조단 태안 기름유출사고봉사 대통령 표창
- 의사자 증서(보건복지부)

## 기타 경력
- 2005년 12월 제주 극단 세이레 입단.
- 2006년 8월 ~ 12월 용인에버랜드 수상안전요원.
- 2006년 12월 수원 월드컵스포츠센터 다이빙 풀 스킨스쿠버 강사
- 2006년 1월 2일 ~ 27일 전라북도 정읍시 폭설피해 복구 자원봉사.
- 2006년 7월 23일 강원도 인제군 수해 복구 자원봉사.
- 2007년 6월 7일 제1회 재해구호 장비설명 및 사용실습 강사.
- 2007년 8월 ~ 10월 경기도 광주시 작은안나의 집 방문 봉사.
- 2008년 1월 6일 충청남도 태안 기름유출사고현장 자원봉사.
- 2008년 7월 23일 수상인명구조원 자격증 취득.
- 2008년 7월 29일 방재안전관리사 자격증 취득.
- 2008년 8월 20일 생활체육지도사 자격증 취득.
- 2009년 2월 14일 예비응급구조사 환자이송 병원 실습.